# Lyssa (Mythologie)
Lyssa (altgriechisch Λύσσα Lýssa, im attischen Dialekt Lytta, Λύττα Lýtta) ist in der griechischen Mythologie die Verkörperung des Wahnsinns, insbesondere der wütenden Raserei.
Ihr griechischer Name (wie auch die Namen ihrer römischen Version Ira, Furor und Rabies) bedeutet „Wut“, im Griechischen insbesondere „Tollwut“. Diese Krankheit wird im medizinischen Fachvokabular bis heute mit dem lateinischen oder griechischen Namen der Göttin bezeichnet. Als allegorische Gestalt tritt Lyssa in mehreren klassischen Dramen auf. Personifizierungen Lyssas auf Kratermalereien zeigen sie als Jägerin mit Tierfellen, auch mit Hundeattributen. Sie ähnelt den Erinnyen und Mänaden, ohne dass sie mit diesen enger assoziiert ist.
Übertragen auf die Kampfeswut namentlich Hektors und Apollons erscheint das Wort bereits in der Ilias. Eine weitere Übertragung ist zuweilen in die Richtung auf die „rasende Liebe“ gerichtet, so wird von Sophokles „Lyssa“ sogar als Beiname der Kypris gebraucht.
Lyssa erscheint in ihrer Eigenschaft als Überbringerin der „Hundswut“ im seit dem 6. Jahrhundert vielfach dargestellten Mythos vom Tod des Aktaion, den seine eigenen Hunde zerreißen. Als dramatis persona der Tragödiendichtung spielt Lyssa seit Anfang des 5. Jahrhunderts eine wichtige Rolle. In Aischylos’ Xantriai (Die Wollkremplerinnen) hetzt sie die Mänaden auf, möglicherweise zur Tötung Pentheus’; in der Tragödie „Der rasende Herakles“ des Euripides tritt sie im Dialog mit Iris auf, Bedenken gegen den Befehl Heras äußernd. Der Dichter nennt sie eine Tochter der Nyx und des Blutes, das bei der Kastration des Uranos vergossen wurde.